# Videle
Videle (pronunciació en romanès: [ˈVidele]) és una ciutat del comtat de Teleorman, Muntènia, Romania, amb una població de 11.112 habitants el 2011.
Es va actualitzar a l'estatus de ciutat el 1968 mitjançant la incorporació d'alguns pobles propers. Avui, Coșoaia és l’únic poble associat que administra la ciutat.
Videle té certa importància com a nus de ferrocarril, ja que la via ferroviària que es dirigeix al sud cap a Giurgiu i Bulgària deixa el ferrocarril principal de Valàquia Est-Oest de Bucarest a Craiova.
Segons el cens del 2011, la població de Videle ascendeix a 11.508 habitants. La majoria dels habitants són romanesos (91,98%), amb una minoria de gitanos (3,33%). Per al 4,63% de la població, no es coneix l’ètnia. Des del punt de vista confessional, la majoria dels habitants són ortodoxos (94,74%). Per al 4,63% de la població, no es coneix l’afiliació confessional.